# Șalău
Șalăul (Stizostedion lucioperca sau Sander lucioperca) este un pește răpitor de apă dulce din familia Percidae. El trăiește în apele curgătoare, bălți care pot avea și apă sărată cu o concentrație de până la 1 %. De la Ural, Anatolia regiunea de la Marea Caspică, Marea Neagră până la Marea Baltică în Europa Occidentală. Este un pește apreciat pentru carnea sa gustoasă.

## Descriere
Șalăul are un corp alungit fusiform, pe spate are înotătoare caracteristică subdivizată, cu partea anterioară prevăzută cu țepi. Capul are o formă ascuțită, cu o gură largă prevăzută cu dinți ascuțiți, marginea branhiilor este zimțată. Corpul este acoperit cu solzi, având spatele de culoare cenușie verzuie, abdomenul fiind alb argintiu, iar înotătoarele sunt punctate cu puncte de culoare închisă cu pene aurii.
Linia laterală la șalău este  dispusa pe 80-97 de solzi, și este un sistem senzorial sofisticat, funcționând ca un "radar" extrem de sensibil în apă. Acesta îi permite șalăului să detecteze chiar și cele mai subtile vibrații și mișcări, conferindu-i un avantaj evolutiv major în vânătoare. De asemenea, îl face conștient de prezența potențialelor amenințări, schimbându-și comportamentul în funcție de situație.

## Mod de viață
Șalăul este un pește răpitor care trăiește în apele cu un curs domol, lacuri sau în  apele din porturile Europei. El poate fi întâlnit în Elba, Odra, Rin, Dunăre sau afluenții acestora. Preferă apele adânci, tulburi, peștele poate atinge  40 cm - 1,30 m lungime, o greutatea până la 19 kg, și o vârstă maxima de 17 ani.
Depune icrele pe fundul apei, primăvara din mai până în iunie când temperatura apei atinge 12 °C - 15 °C. Icrele se lipesc de plantele sau pietrele din apă. Masculul va păzi icrele de alți pești, puietul devine apt de reproducție la vârsta de 3- 5 ani când atinge o lungime de 35 – 40 cm.
Șalăul este, după știucă, cel mai important pește răpitor din Europa. El vede și în ape tulburi și are un auz mai bun decât al crapului.